# Carl Heinrich von Helldorff
Carl Heinrich Ferdinand August von Helldorff (* 9. Juli 1832 auf St. Ulrich; † 5. November 1905 in Drackendorf) war ein preußischer Rittergutsbesitzer, Offizier und Politiker.

## Leben
Carl Heinrich von Helldorff entstammte dem Adelsgeschlecht Helldorff und war der Sohn des Landrats Karl von Helldorff (1804–1860), Besitzer des Rittergutes St.Ulrich, und dessen Ehefrau Pauline geb. Freiin Spiegel von und zu Peckelsheim (1804–1874). Er wurde auf dem Pädagogium in Halle an der Saale erzogen. Von 1850 bis 1862 diente er, zuletzt als Rittmeister, im Garde-Kürassier-Regiment und im 3. Garde-Ulanen-Regiment. Danach war er Deputierter des Kreises Querfurt und lebte auf seinem Gut St. Ulrich.
Von 1867 bis 1871 war er Abgeordneter des Wahlkreises Merseburg 7 (Querfurt, Merseburg) im Reichstag des Norddeutschen Bundes. In dieser Eigenschaft gehörte er ab 1868 auch dem Zollparlament an. Im Reichstag blieb er zunächst fraktionslos und gehörte ab 1869 der Konservativen Fraktion an. Von 1874 bis zu seinem Tode war er auf Präsentation des alten und befestigten Grundbesitzes im Landschaftsbezirk Ost-Thüringen Mitglied des preußischen Herrenhauses.
1901 heiratete Carl Heinrich von Helldorff seine Cousine Adine Freiin Spiegel von und zu Peckelsheim (1844–1917), Tochter des Rittmeisters im Regiment der Gardes du Corps Roderich Freiherr Spiegel von und zu Peckelsheim (1817–1852) und dessen Ehefrau Blanka geb. von Rauch wieder vermählte von Schönermarck (1817–1905), Hofdame von Prinzessin Marie von Preußen.